# Marcy-l'Étoile
Marcy-l'Étoile är en kommun i departementet Rhône i regionen Auvergne-Rhône-Alpes i östra Frankrike. Kommunen ligger i kantonen Vaugneray som tillhör arrondissementet Lyon. År 2022 hade Marcy-l'Étoile 3 711 invånare.

## Befolkningsutveckling
Antalet invånare i kommunen Marcy-l'Étoile
| Referens: INSEE |